# Vrijdagmoskee van Tabriz
De Vrijdagmoskee van Tabriz (Perzisch: مسجد جامع تبریز - Masjid-e-Jameh Tabrīz) is een grote moskee in Tabriz, in de provincie Oost-Azerbeidzjan, (Iran). Het is gelegen in de Bazaarwijk van Tabriz, naast de grote Bazaar van Tabriz en het Grondwettelijk Huis van Tabriz (Khaneh Mashrouteh).